# أونيل ويلسون
أونيل ويلسون هو لاعب كرة القدم الكندية كندي، ولد في 17 يناير 1978 في سكاربورو، تورنتو في كندا.